# 沈道宽
沈道宽（1772年—1853年），字栗仲，浙江鄞县人，清朝书法家、画家。

## 生平
嘉庆二十五年（1820年），进士出身，曾在湖南省的酃县、桃源做知县。工于书法，擅长画山水画。享年八十二岁。

## 家族
出自栎社沈氏，先世居于浙江鄞县，后来入籍大兴县（今北京市）。先祖有明朝诗人沈明臣，首辅沈一贯。父沈谦，子沈敦兰。后人有美食家沈京似。

## 遗迹
- 清朝道光七年（1827年），沈道宽作为酃县知县，曾主持重修炎帝陵，并主持修编了《炎陵志》八卷。炎帝陵墓冢碑文为清朝道光七年（1827年）沈道宽所书。
- 沈道宽曾主持修建“咏丰台”，并书写“咏丰台”三字刻于石碑。
- 沈氏遂园：原沈家的私家花园，今位于江苏省淮安市，是淮安市级文物保护单位[1]。

## 著作
- 《话山草堂诗钞》。